# ラス・ニコルソン
ラス・ニコルソン（英語: Russ Nicholson、? - 2023年5月10日）は、イギリスのイラストレーター。ゲームブック『火吹山の魔法使い』の挿絵などで知られる。

## 学歴
スコットランドにあるダンカン・オブ・ジョーダンストン・カレッジ・オブ・アート＆デザイン (Duncan of Jordanstone College of Art and Design) （同校は後にダンディー大学 (Dundee University) に統合）で絵画を学び、1970年代にイギリスに移住し、一時パプアニューギニアに滞在したのを除いては、イギリスで活動を続けた。

## 経歴

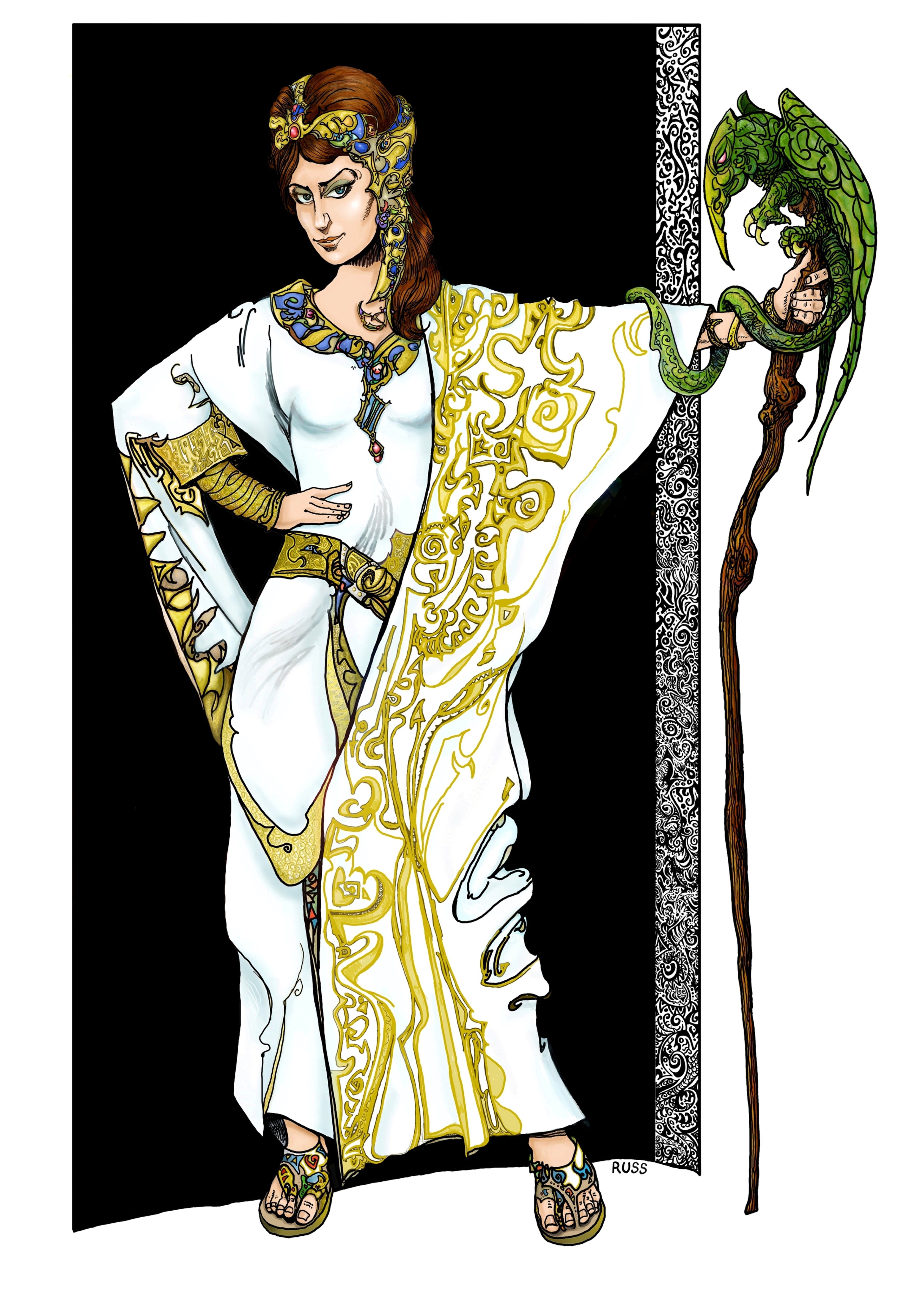
Sorceress（女魔法使い）

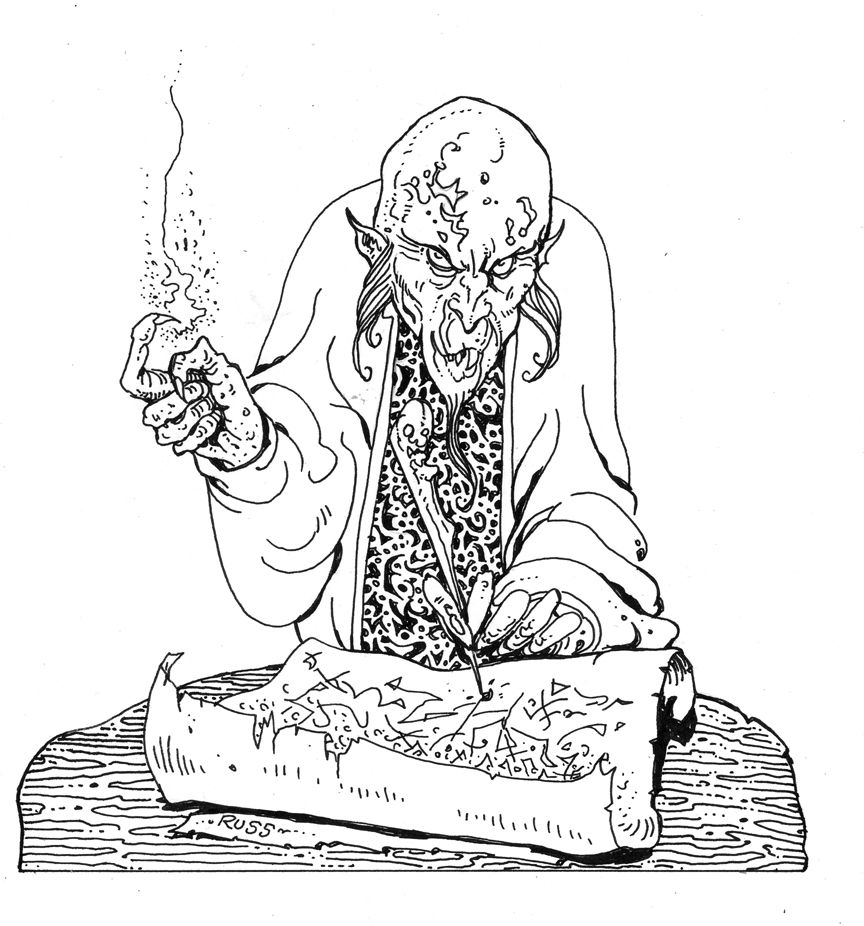
The Reader

ゲームブック関係で多数のイラストを描いたことで知られ、スティーブ・ジャクソンとイアン・リビングストンによるゲームブック『ファイティング・ファンタジー』シリーズにおいて第1巻『火吹山の魔法使い』ほか同シリーズ16作の挿絵を担当した他、『en:Fiend Folio』『アドバンスト・ダンジョンズ&ドラゴンズ』、デイブ・モーリスとジェイミー・トムソンによる'The Fabled Lands'の6作品、ゲームズワークショップ社のWarhammer Fantasy Battle、Warhammer Fantasy Roleplayなどにイラストを提供している。